# Slaget ved Almansa
Slaget ved Almansa, der fandt sted 25. april 1707 var et de afgørende slag i den spanske arvefølgekrig. Ved den lille by Almansa i den spanske provins Albacete besejrede den fransk-spanske hær under ledelse af den fransk-engelske James FitzJames, hertug af Berwick, den allierede hær bestående af engelske, portugisiske og nederlandske tropper under ledelse af den fransk-engelske Henri de Massue, jarl af Galway. Udfaldet betød, at bourbonerne igen overtog herredømmet over det østlige Spanien.
I slaget deltog omkring 25.000 mand på den fransk-spanske side, mens der var omkring 22.000 på den allierede side. Slaget begyndte med en udveksling af artilleriangreb. Da Massue sendte sine tropper i angreb på bourbonernes centrum, sendte FitzJames sit kavaleri af sted i et uimodståeligt modangreb, og resultatet blev, at omkring 5000 allierede tropper faldt eller blev såret mod 3500 af bourbonernes. 12.000 allierede soldater blev taget til fange.
Slaget er blandt andet bemærkelsesværdigt ved, at det måske er den eneste gang i historien, at en fransk hær anført af en engelsk kommandant har stået over for en engelsk hær anført af en fransk kommandant. Henri de Massue var en fransk huguenot, der var gået i engelsk tjeneste under Vilhelm 3. af England, mens FitzJames var som uægte søn af Jakob 2. af England, der var blevet tvunget i eksil, trådt i den franske hærs tjeneste.